# Statesman (автомобильная марка)
Statesman — марка легковых автомобилей, созданная в 1971 году в качестве подразделения Holden для продажи автомобилей в Австралии. Автомобили Statesman продавались через дилерские сети Holden, и первоначально были основаны на базе платформы универсала Holden HQ, тем самым обеспечивая большой объём салона, и в целом более богатое оснащение, нежели другие седаны Holden. Производство марки прекратилось с последней серией автомобилей WB в 1984 году.
Впоследствии, GM Holden в 1990 году снова ввел в производство два длиннобазных седана. Однако, эти автомобили больше не продавались под маркой Statesman, а как Holden Statesman и Holden Caprice. В сентябре 2010 года, с обновлением «Series II» из серии WM, использование название Statesman было полностью прекращено. Длиннобазные конкуренты Holden получили названия Holden Caprice и Holden Caprice V.

## HQ

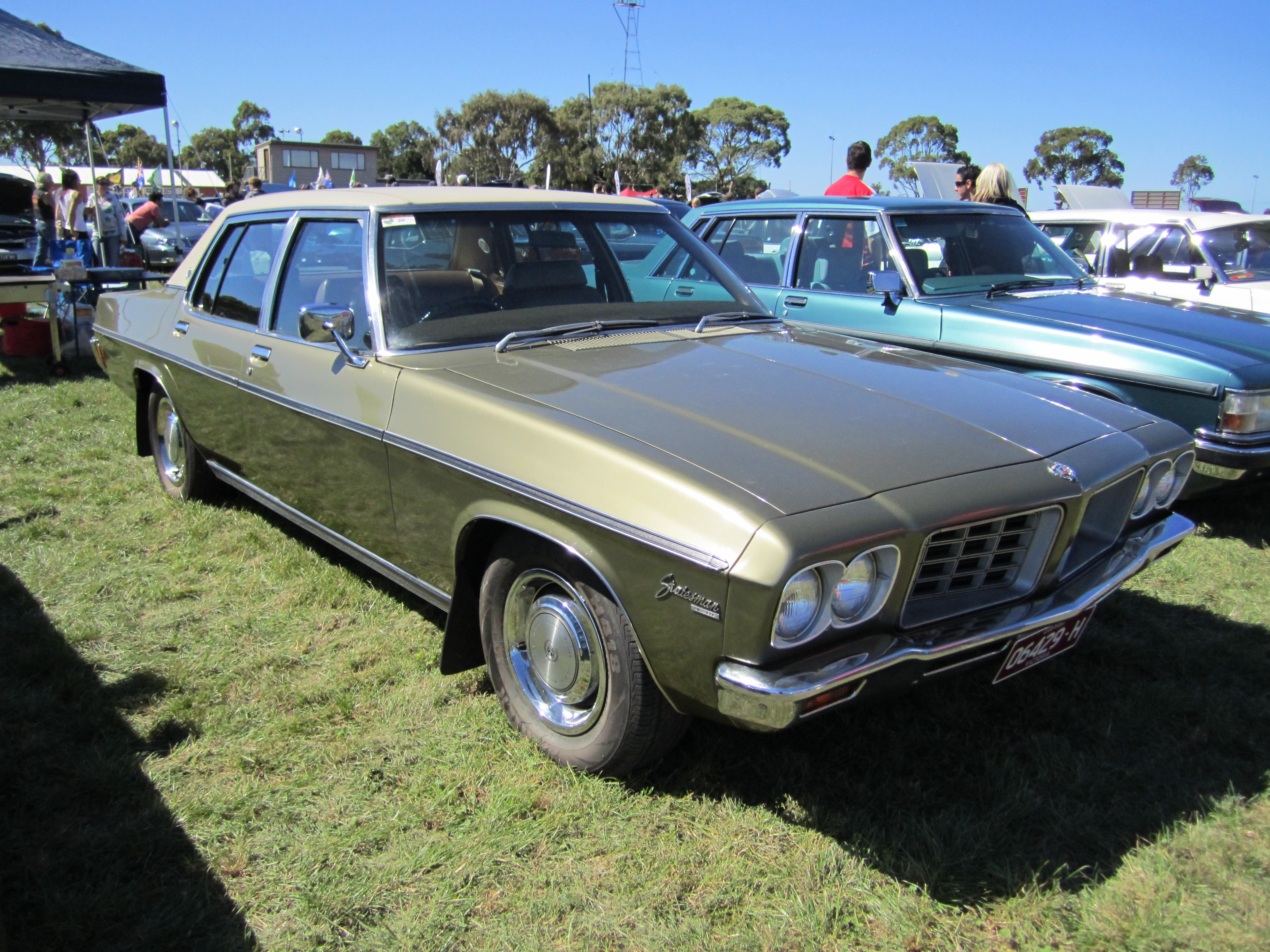
Statesman de Ville (HQ)

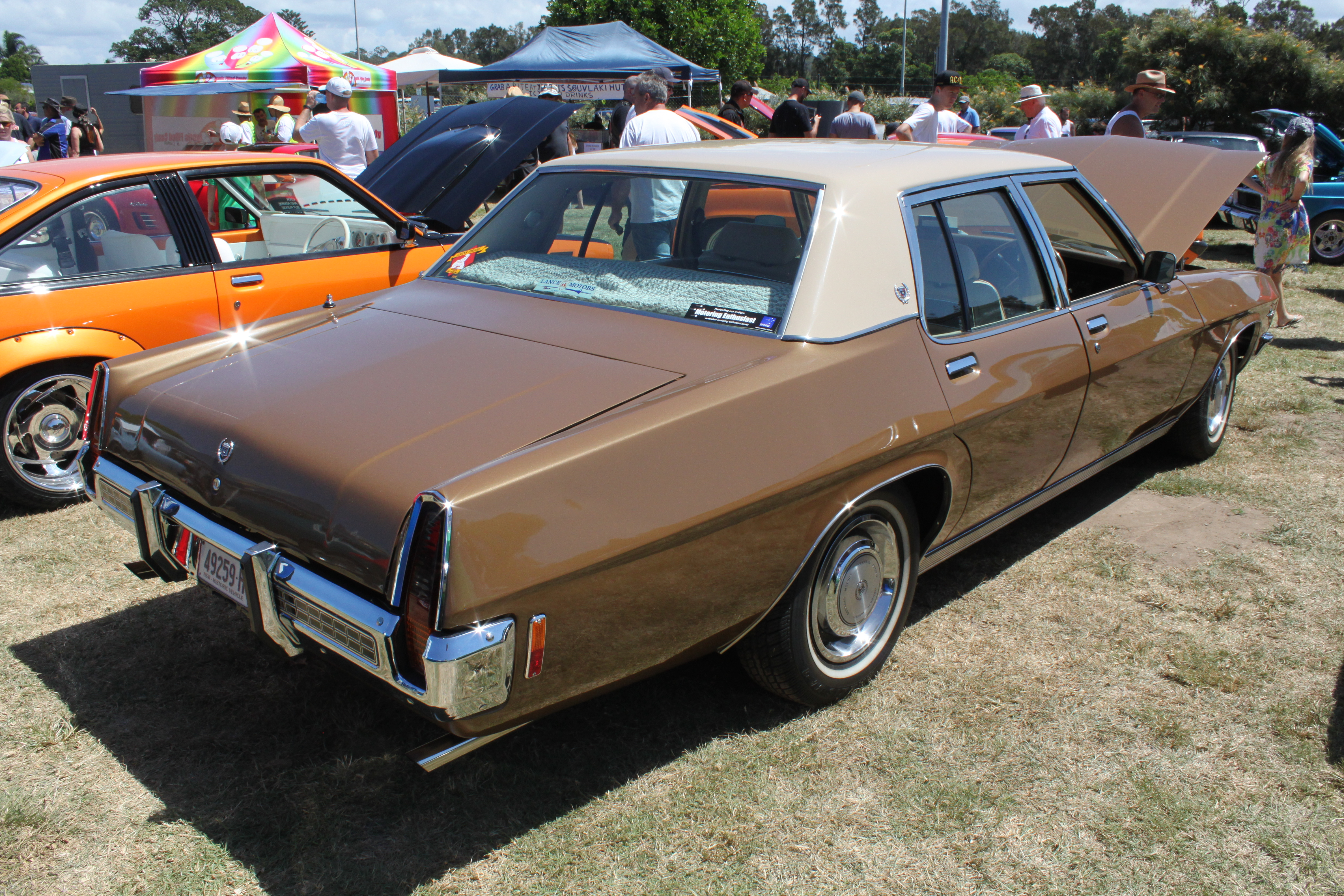
Statesman Custom (HQ)

Оригинальные длиннобазные седаны Statesman HQ были представлены 22 июля 1971 года в качестве смены для HG-серии автомобиля Holden Brougham, хотя основой для них стали короткобазные HQ Brougham. Первые модели Statesman были основаны на короткобазных вариантах Holden HQ. Statesman изначально были доступны в двух комплектациях, максимальной Statesman de Ville и базовой Statesman Custom. В число устанавливаемых двигателей вошли 3,3-литровый рядный шестицилиндровый Holden Red и 4,1/5,0/5,7-литровые двигатели V8. По сравнению с короткой колесной базой моделей Holden HQ, колёсная база Statesman увеличена на 3 дюйма (76 мм), и составила 2900 мм, совместно с универсалами HQ Holden. Дополнительная длина пришлась на задние двери, было предусмотрено дополнительное пространство для ног задних пассажиров.
Statesman задумывался как конкурент для успешного Fairlane, который дебютировал в марте 1967 года. Fairlane создал новую и эксклюзивную категорию представительских автомобилей австралийских производства. Основой для его производства послужил Falcon, от которого он отличался удлинённой колёсной базой и уникальной передней частью. В то время, стоимость данной категории автомобилей оказалось значительно выше, чем у базовых моделей, так как они считались более престижными и имели дополнительные затраты на производство.
Модели Statesman HQ продавались в Южной Африке как Chevrolet Constantia и Chevrolet de Ville. Constantia оснащалась пятилитровым V8 или 4,1-литровым рядным шестицилиндровым двигателями местной сборки. На Chevrolet de Ville использовались импортный 5,7-литровый V8. De Ville получился более компактным и управляемым, чем американские модели. Заявленная мощность 350 V8 составляла 279/236,8 л. с. (205,2/174,2 кВт).

Statesman также экспортировался на другие рынки как Chevrolet 350. С 1973 по 1976 годы модели HQ и HJ экспортировались в Японию как Isuzu Statesman De Ville. Isuzu продал 246 автомобилей De Villes между 1973 и 1976 годами.

## HJ
В 1974 году GM-H обновил модельный ряд, появилась Statesman HJ, в стандартные оснащение которых дополнительно вошли кондиционер и кожаные сидения. Выпуск Statesman Custom был прекращен и на HJ устанавливался двигатель V8 объёмом 5,0 литров. Statesman Caprice был самый роскошным вариантом, предлагаемым General Motors в Австралии на тот момент. В эту комплектацию входили кондиционер, кожаные сиденья, электрический замок, электрические стеклоподъёмники, и не менее чем 13 салонных ламп освещения.

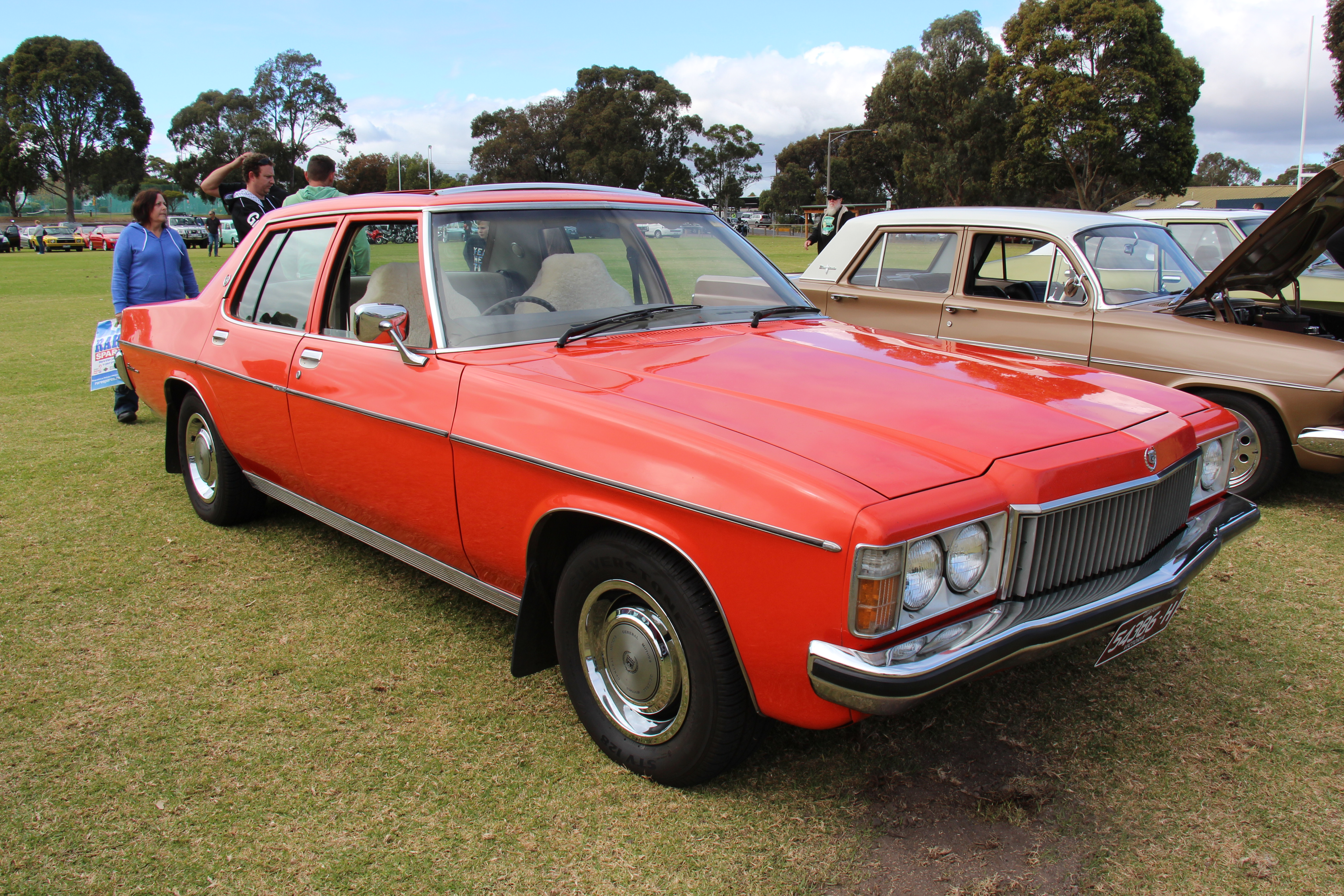
Statesman (HJ)

Caprice внешне отличался специфической решеткой радиатора, передним бампером в стиле Cadillac, вайтволлами, и орнаментом капота, заимствованным от Chevrolet Caprice.
И снова, Caprice стал ответом GM−H на новый автомобиль Ford, а именно LTD, появившийся в 1973 году. По сути, это был Fairlane с увеличенной колёсной базой до 3100 мм. Это единственный австралийский автомобиль, вошедший в категорию полноразмерных в США. Модель LTD стал значительным успехом для Ford.
С марта 1976 года, в конце серии HJ, была представлена антиблокировочная система на Caprice. Система производства Delco Electronics также устанавливалась на последующие модели Statesman HX, но была заменена на систему от Bosch.

HJ Statesman de Ville и the HJ Statesman Caprices продавались в Южной Африке как серия AJ седана Chevrolet Constantia и Chevrolet Caprice Classic, соответственно.

## HX
Модели Statesman HX de Ville и Caprice были представлены в июле 1976 года. Была установлена более формальная решетка, и 5,0-литровый V8 был настроен на меньший уровень выбросов.

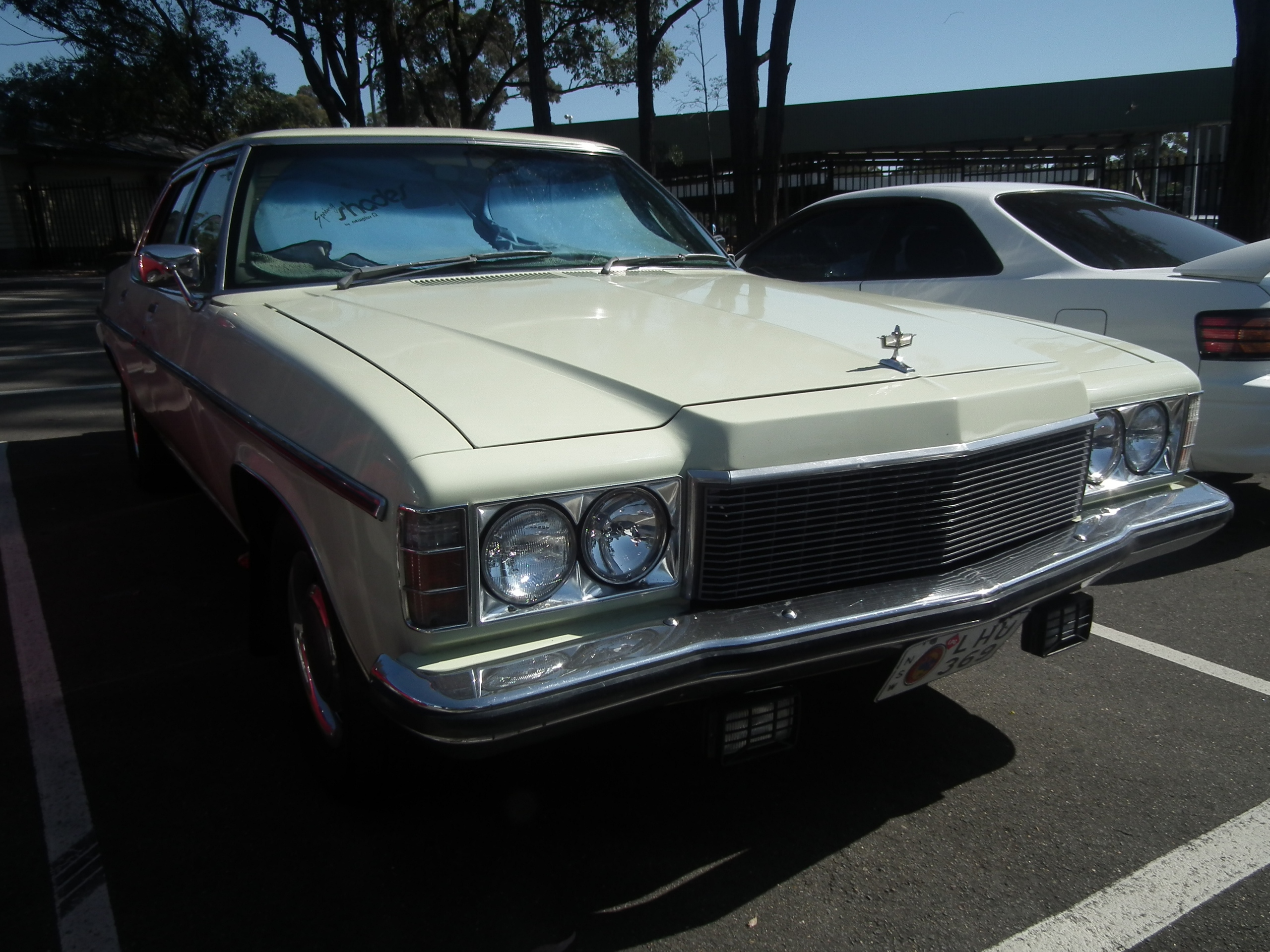
Statesman de Ville (HX)
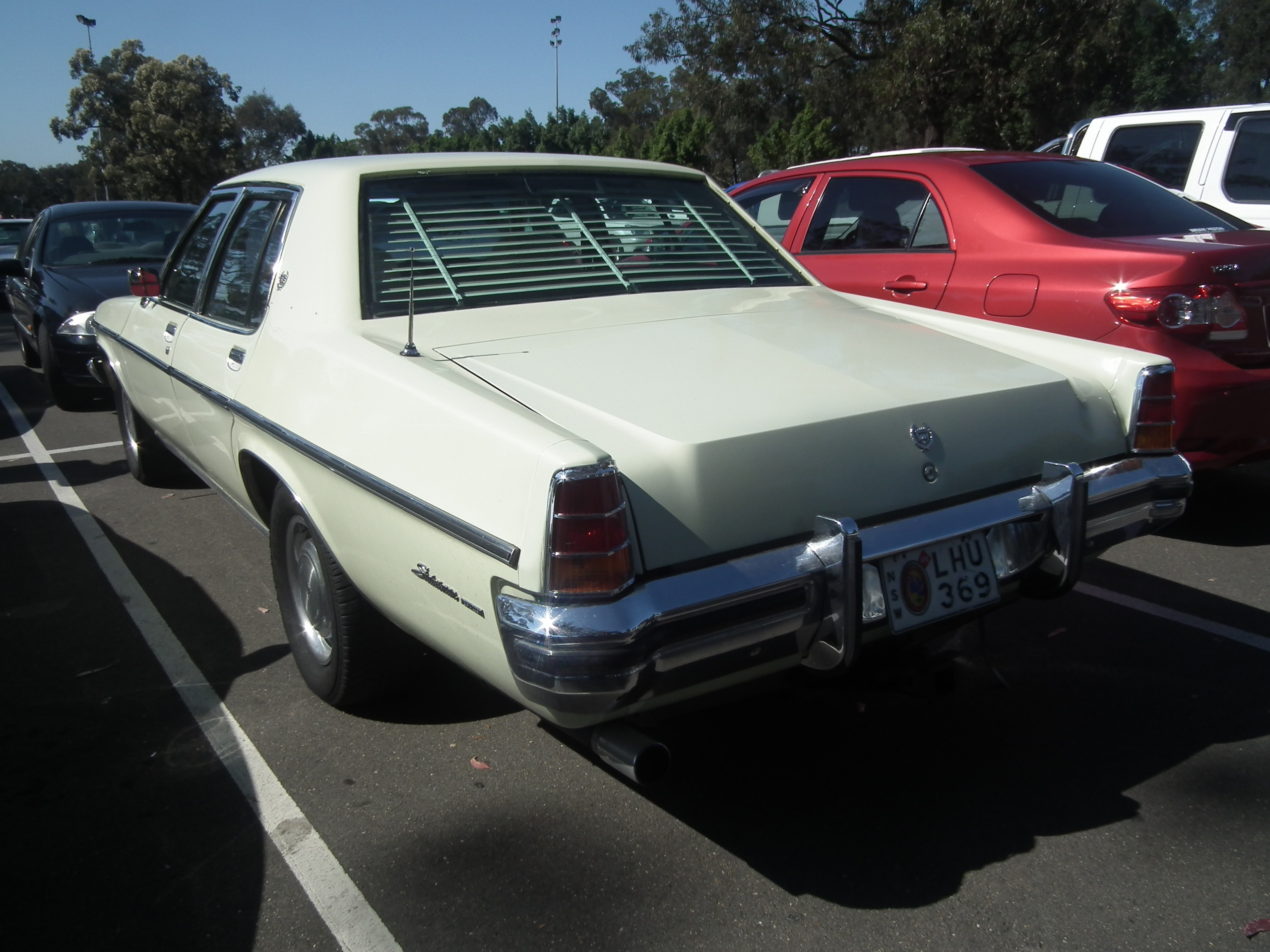
Вид сзади
Statesman Caprice (HX)
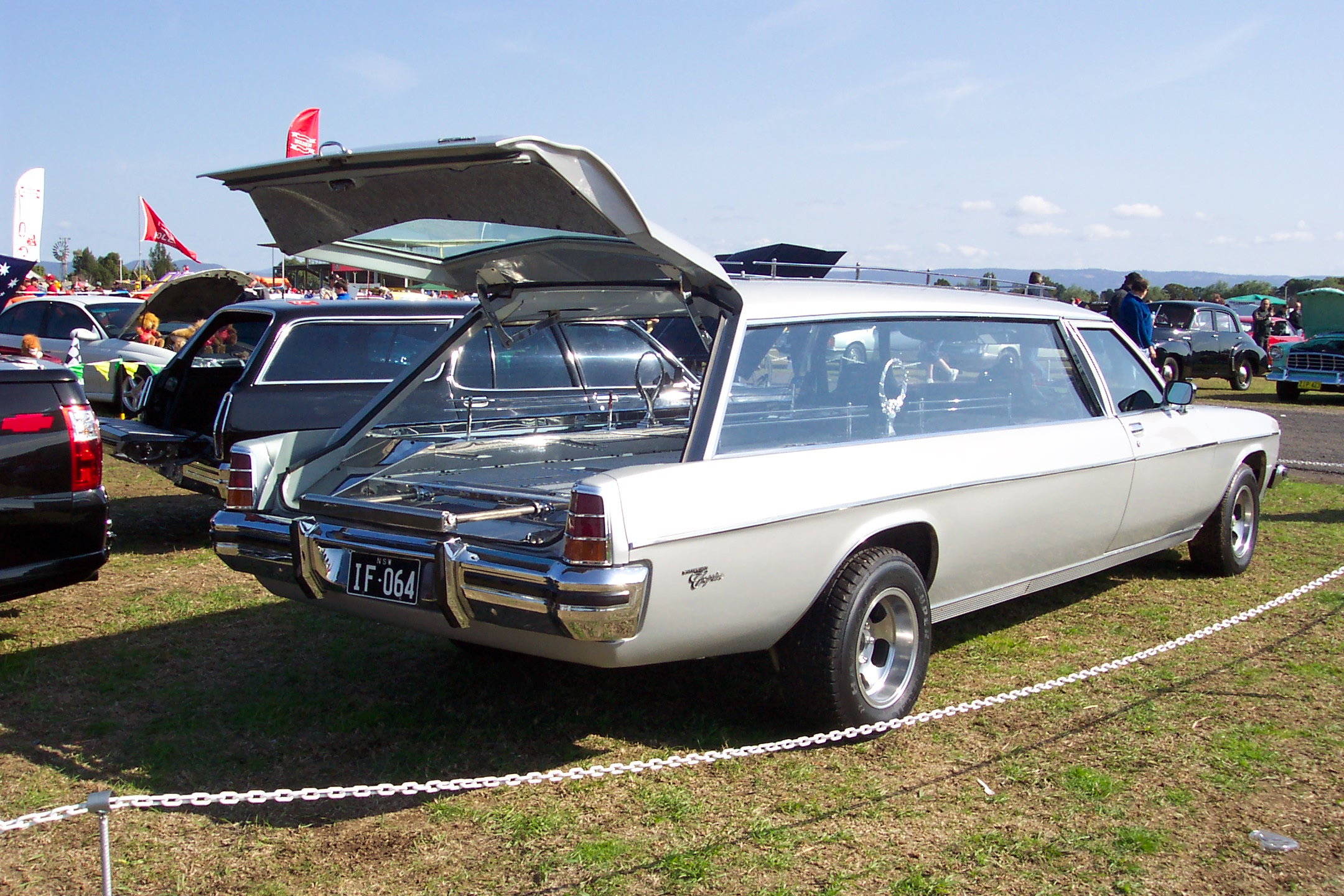
Вид сзади
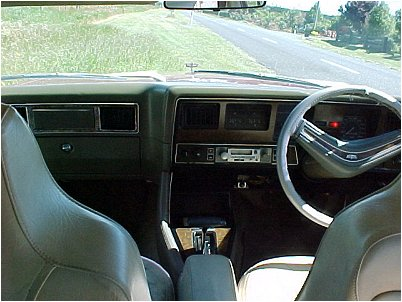
Интерьер Caprice

## HZ
В 1977 году GM-H представил Statesman HZ, получивший незначительный фейслифтинг. Тем не менее, это было значительное обновление, наряду с другими автомобилями GM-H, включая новую подвеску, которая дала Statesman лучшую управляемость. Четыре дисковых тормоза устанавливались на всех модели Statesman. Прежний директор GMH Engineering, Джордж Робертс, утверждал, что Statesman имеют высокий уровень комфорта во время езды.
Statesman de Ville и Caprice в 1979 году были дополнены промежуточной моделью — SL/E, отличающуюся решёткой радиатора.

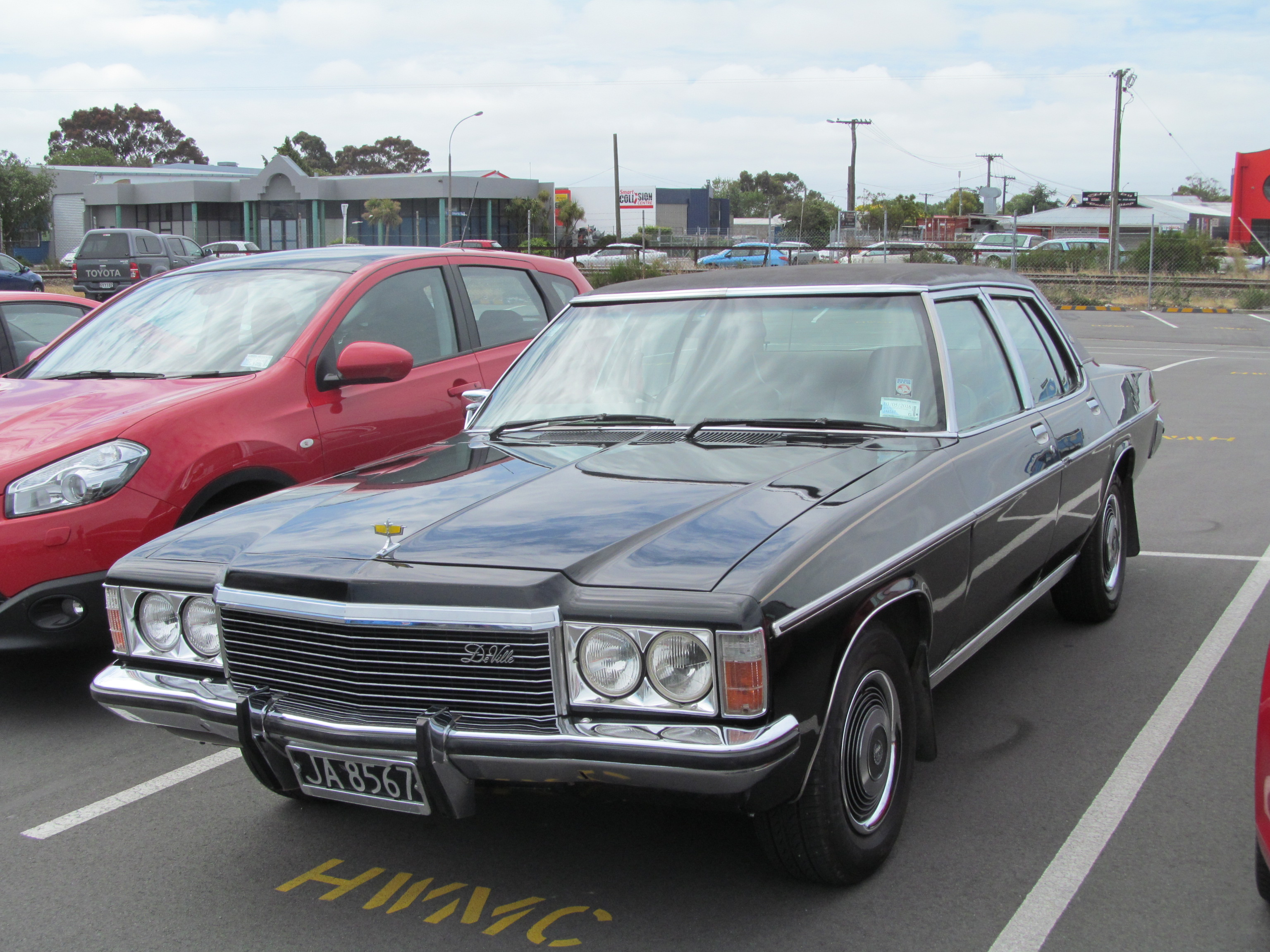
Statesman de Ville (HZ)
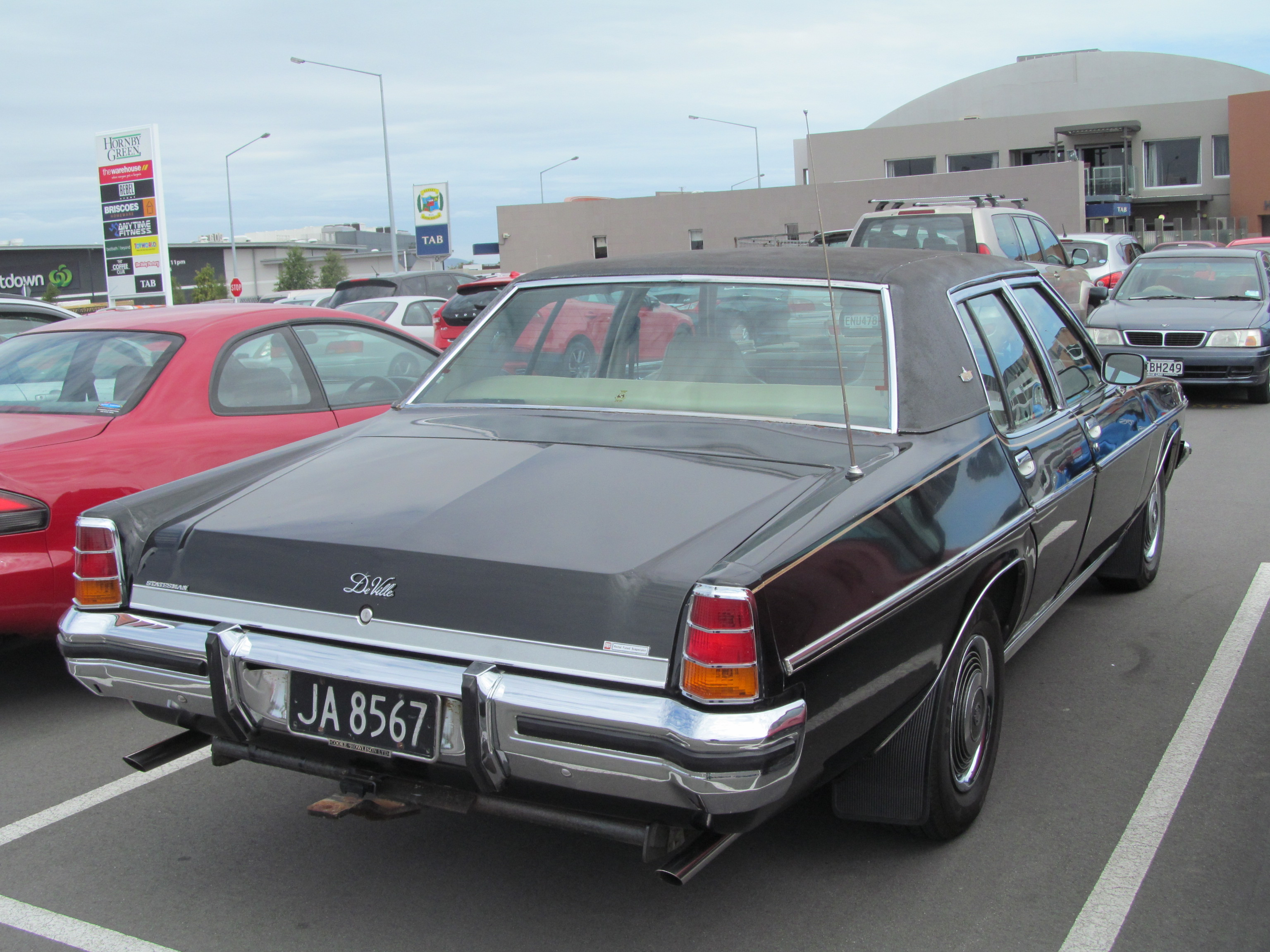
Вид сзади
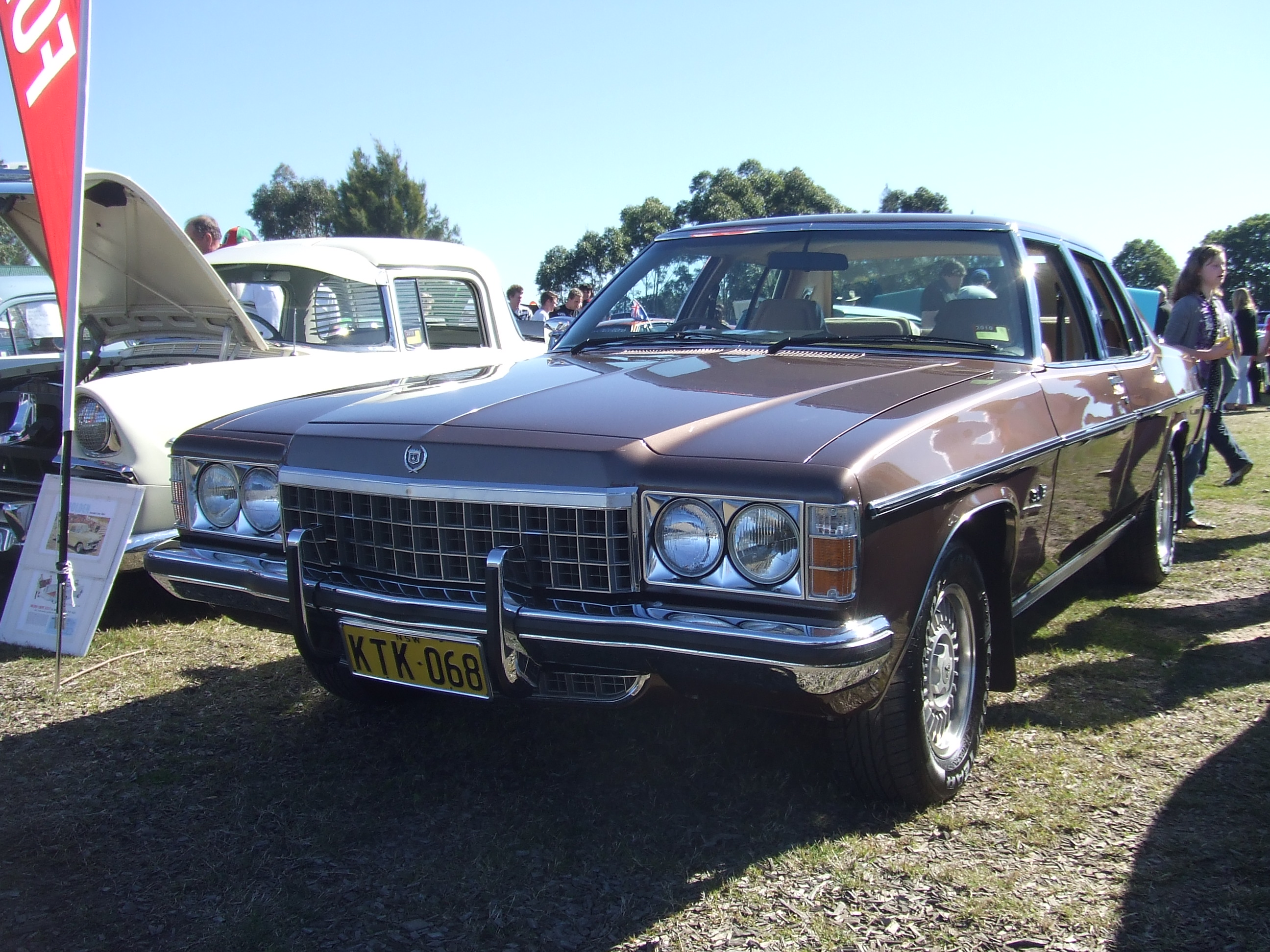
Statesman SL/E (HZ)
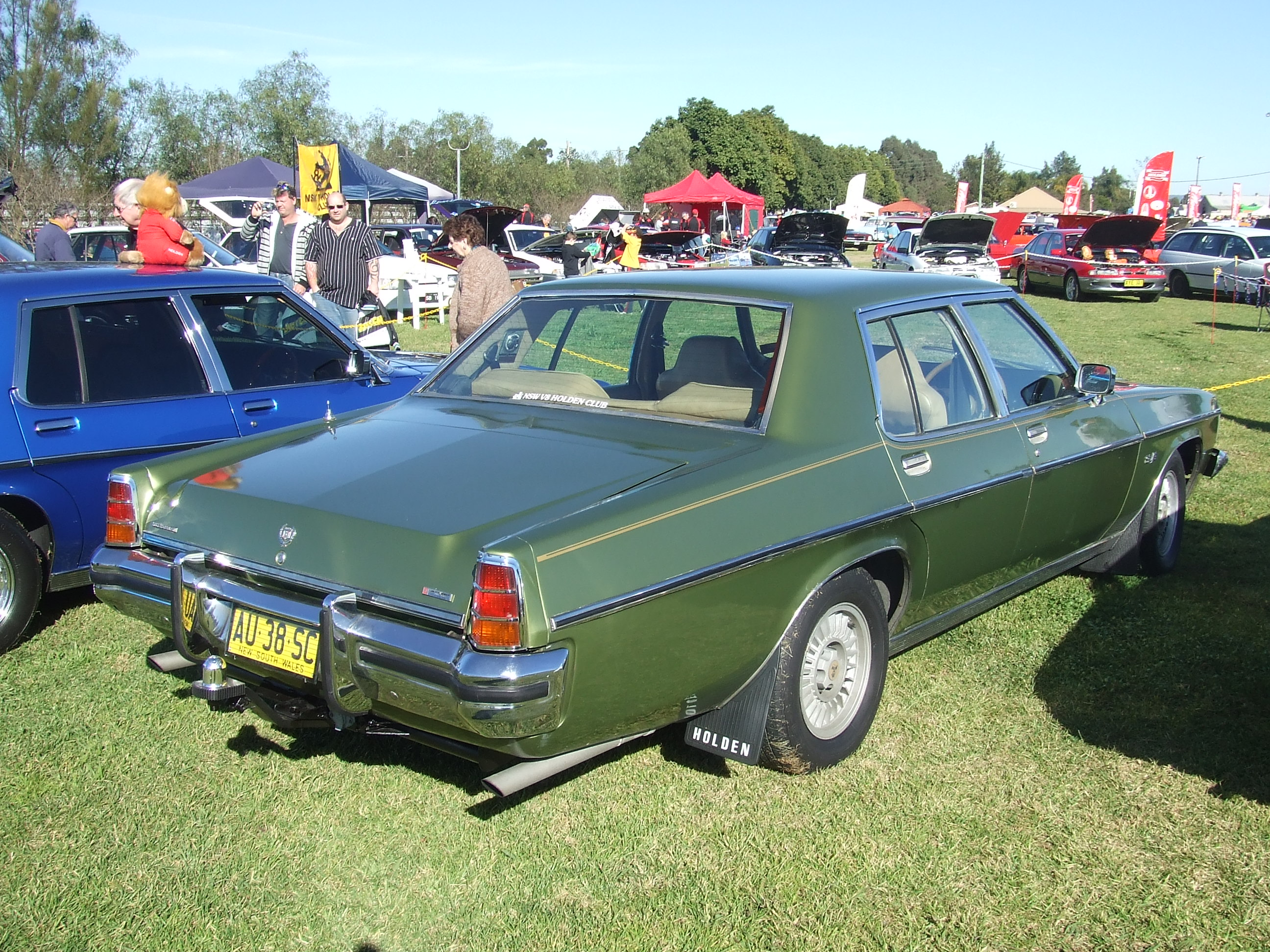
Вид сзади
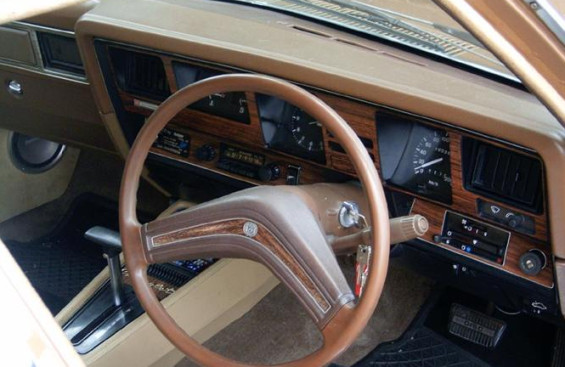
Интерьер de Ville

## WB
Заключительной серией марки Statesman была Statesman WB. Появившаяся в мае 1980 года, серия WB была предложена в комплектациях Statesman de Ville и Statesman Caprice. Как и в предыдущей серии, GM-H не использовал название Holden в официальных брошюрах. Стиль WB Statesman был компромиссом между достижением свежего вида и минимизацией затрат на обновление. Было выпущено 5450 моделей de Ville и 3055 моделей Caprice..
Модели WB Series II были выпущены в сентябре 1983 года с принципиальными косметическими изменениями. В конце 1984 года GM-H объявил, что он намерен покинуть рынок полноразмерных автомобилей, чтобы сосредоточиться на производстве дорогих версий Holden Commodore. Автомобилей Series II было выпущено 4269 единиц в комплектации de Ville и 1153 единиц в комплектации Caprice.
В дополнение к Statesman WB, существовал ряд легковых автомобилей Holden WB, построенный по линии ранее существовавшей серии HZ, выпускавшийся с 1980 по 1984 годы.

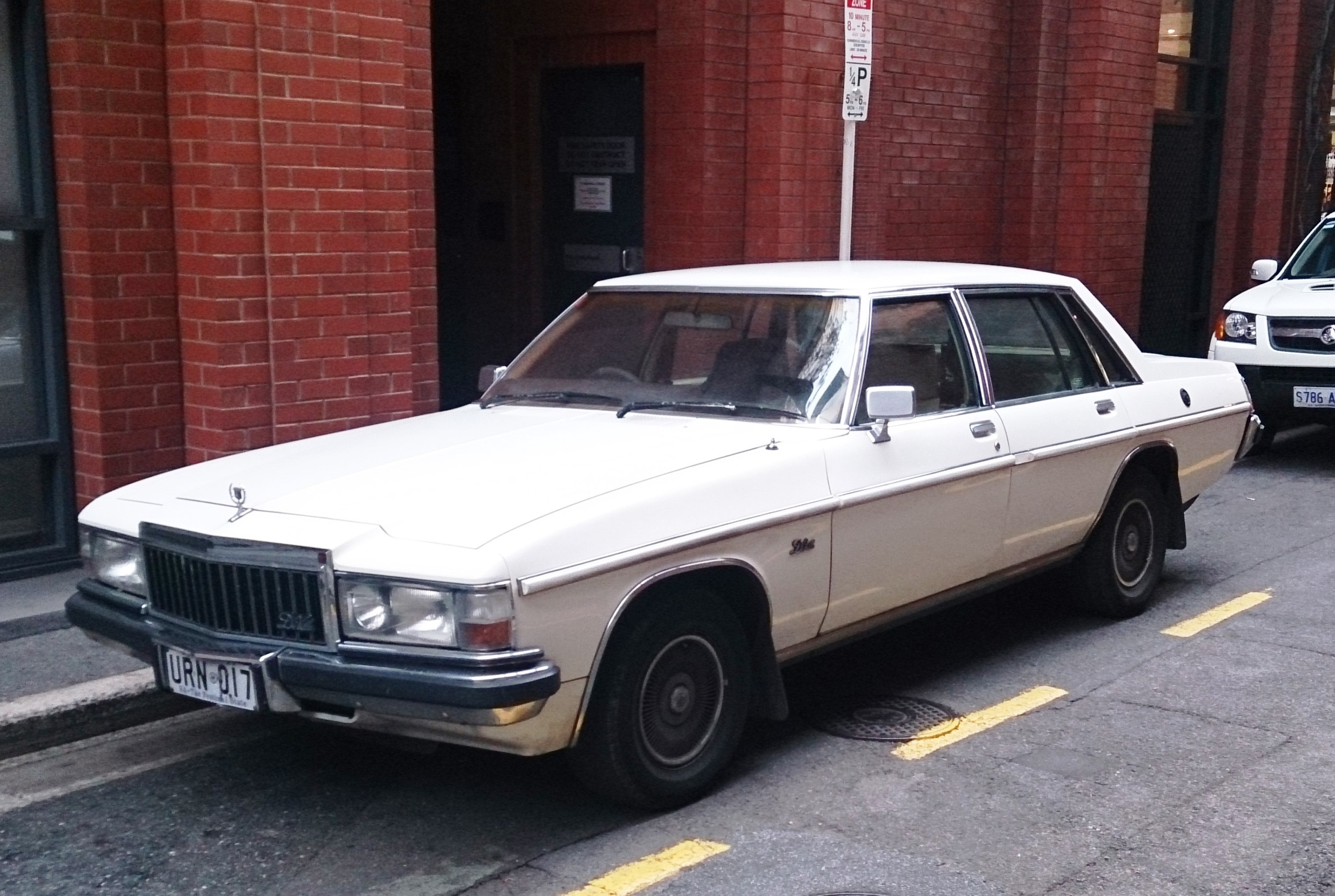
Statesman de Ville (WB Series I)
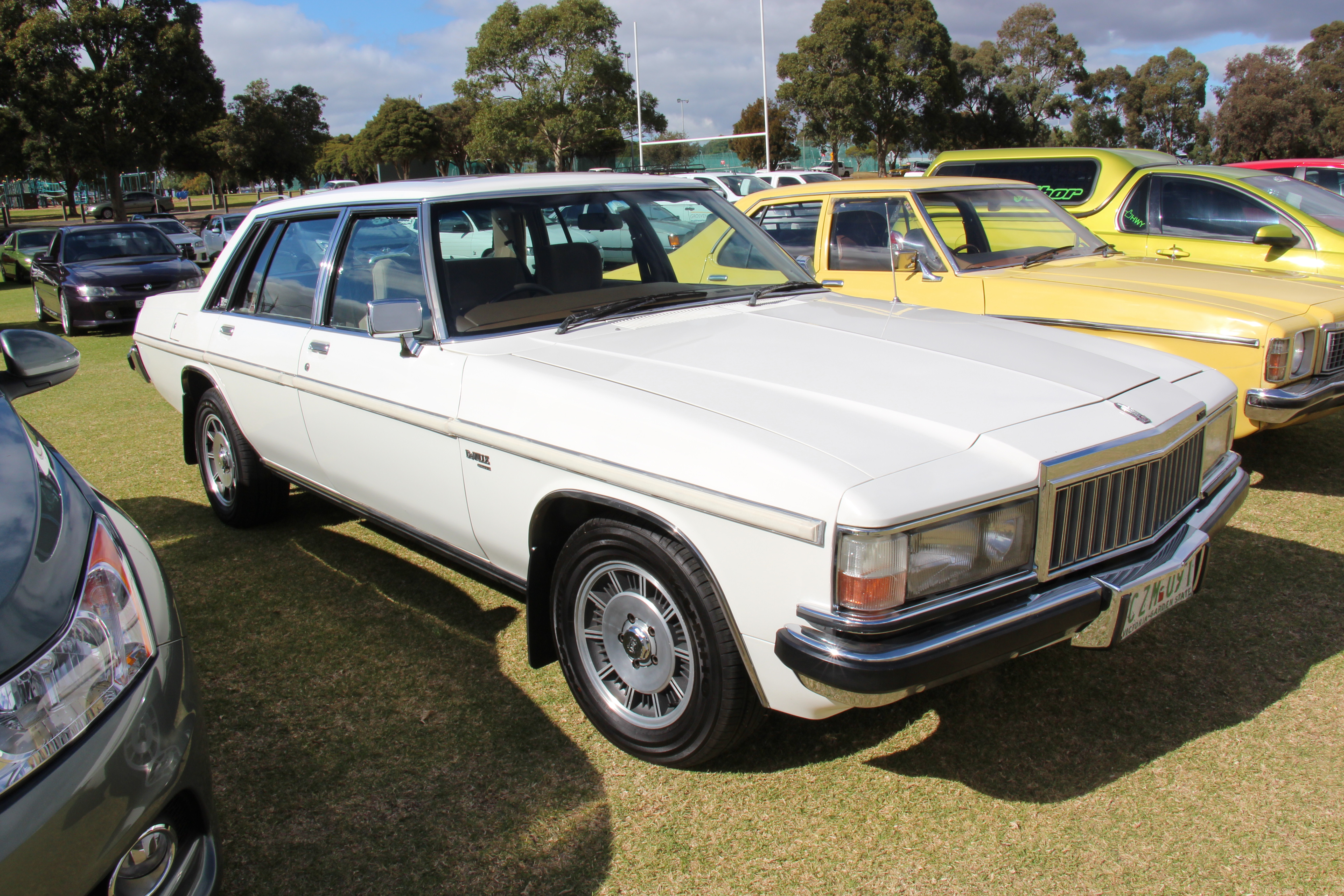
Statesman DeVille (WB Series II)
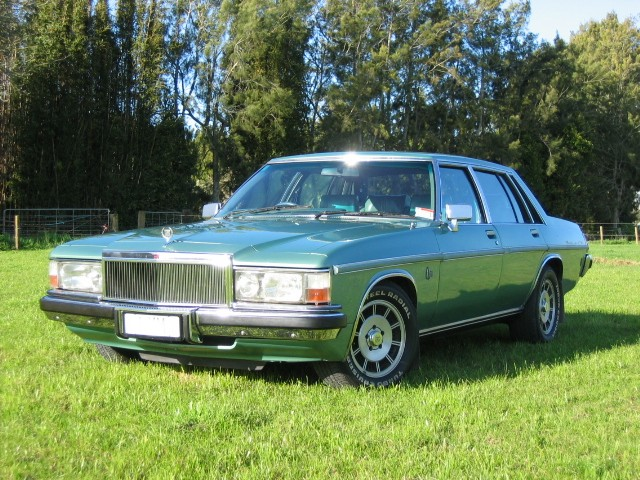
Statesman Caprice (WB Series I)
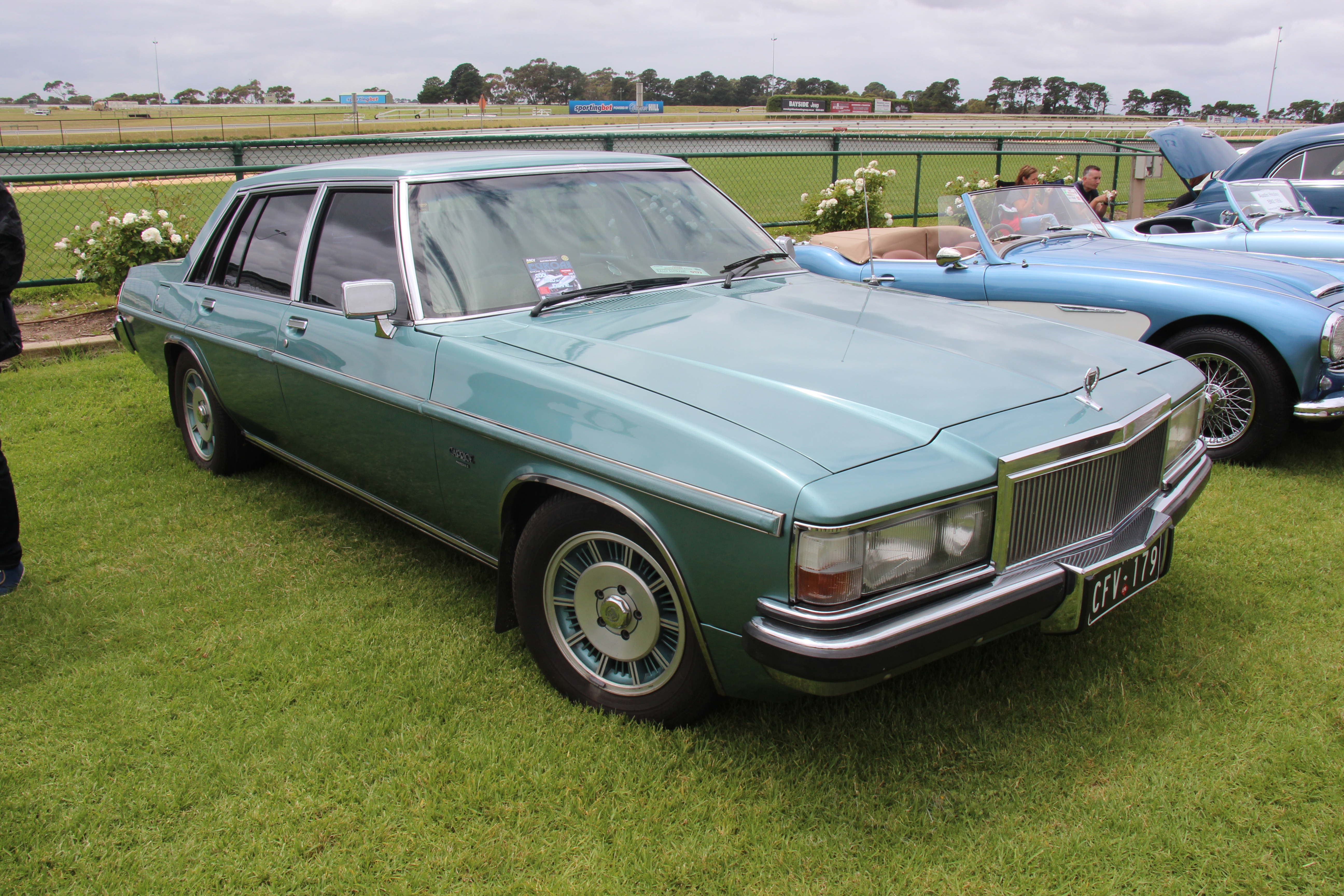
Statesman Caprice (WB Series II)
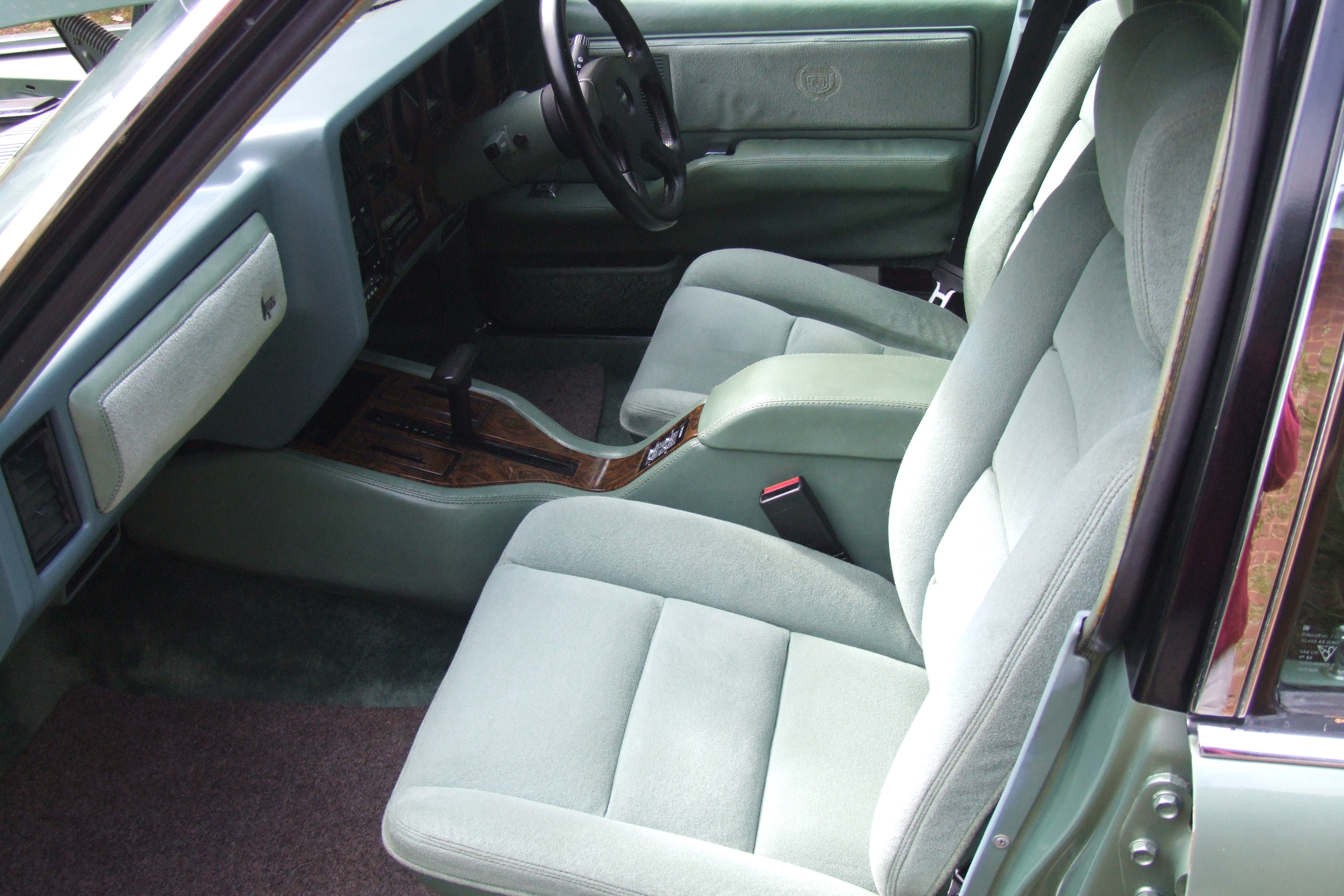
Интерьер Caprice (WB Series I)